# ألكسندر نيكولايفيتش راديشيف
ألكسندر نيكولايفيتش راديشيف (31 أغسطس 1749 - 24 سبتمبر 1802) (الروسية: Алекса́ндр Никола́евич Ради́щев) هو كاتب وناقد اجتماعي روسي عاش في القرن الثامن عشر، ويُعدُّ من أشهر أعلام حركة التنوير الروسيَّة، ومدافع عن الديمقراطيَّة، والمسؤول عن انتشار الراديكالية الليبرالية والفكر الثوري في روسيا، اشتهر بسبب كتابه «رحلة من سانت بطرسبورغ إلى موسكو». اعتُقِل ردايشيف ونُفِيَ بأمرٍ من كاترين الثانية بسبب وصفه الجريء للأوضاع الاجتماعيَّة والاقتصاديَّة في روسيا.

## سيرته
ولِدَ ألكسندر نيكولايفيتش راديشيف في موسكو في عام 1749، في أسرة ميسورة الدخل من أصول نبيلة، وكان أبوه نيكولاي أفاناسيفيتش راديشيف مالك أراضٍ شهير في موسكو. عاش ألكسندر في إحدى أملاك أبيه قرب نهر الفولجا بصحبة ممرضة ومُعلِّم حتى بلوغه سن الثامنة، ثُمَّ انتقل للعيش في موسكو مع أقربائه، واستطاع بعد بلوغه أن يعمل في قصر كاترين الثانية، ثمَّ حصل على فرصةٍ للدراسة في أوروبا الغربيَّة، فدرس لسنين عديدة في جامعة لايبتزج، ثُمَّ عاد إلى روسيا مُشبعاً بالفلسفة الغربية، وآملاً في نشر الفكر التنويري وتحديث المجتمع الروسي. عقب عودته عمل راديشيف في المجال القانوني، وأبدى إعجابه بشخصيَّة جورج واشنطن، وأيَّد الثورة الفرنسيَّة، وافتتن بالماسونيَّة الروسيَّة، وكان لأفكار نيكولاي إيفانوفيتش نوفيكوف تأثير بالغ عليه. وفي هذه الفترة نشر كتابه الأشهر «رحلة من سانت بطرسبورغ إلى موسكو»، يحاكي فيه أسلوب نوفيكوف، وينتقد العبوديَّة والتضييق على الحريات الفرديَّة. بعدما قرأت كاترين الثانية كتابه المنشور، أمرت بمصادرة جميع نسخ الكتاب وحرقها، ومن بين 650 نسخة لم ينج منها سوى 17 عندما أُعِيد طبع الكتاب في إنجلترا بعد خمسين عاماً. وفي 1790 اعتُقل راديشيف وحُكِمَ عليه بالإعدام، غير أن الحكم خُفِّف بعد أن توسَّل راديشيف من أجل عفو كاترين الثانية، وتبرأ علناً من كتابه، فحكم عليه بالنفي إلى سيبيريا. وفي المنفى كتب راديشيف سيرة يرماك، وهو قائد القوزاق الذي غزا سيبيريا، واهتمَّ بالجيولوجيا والطبيعة، وعمل طبيباً في القرية التي نُفِي إليها، وكتب مقالة فلسفيَّة تُعدُّ من أشهر الأعمال الفلسفيَّة في روسيا القرن الثامن عشر. بعد موت كاترين الثانيَّة تولَّى الحكم بافل الأول، الذي سمح لراديشيف بالعودة إلى موسكو، غير أنَّه فرض عليه حجراً في أملاكه، وفي هذه الفترة عاد راديشيف إلى الدعوة من أجل التجديد في الحكومة، وعندما تولَّى الحكم ألكسندر الأوَّل، عُيِّن راديشيف في لجنةٍ مسؤولةٍ عن إعادة صياغة القوانين، ولسوء حظه لم يدم عمله طويلاً في اللجنة، وما استطاع إنجازه لم يكن كافياً لتحقيق حلمه. وفي 1802 انتحر راديشيف بشرب سائل مسموم.

## مؤلفاته
- «رسالة إلى صديق يعيش في توبولسك» (1782).
- «حياة ف. ف. أوشاكوف» (1789).
- «رحلة من سانت بطرسبورغ إلى موسكو» (Путешествие из Петербурга в Москву، 1790).
- «حول الإنسان، أخلاقياته، خلوده» (مقالة فلسفية).

## روابط خارجية
- ألكسندر نيكولايفيتش راديشيف على موقع الموسوعة البريطانية (الإنجليزية)
- ألكسندر نيكولايفيتش راديشيف على موقع ديسكوغز (الإنجليزية)